# LG Optimus G
LG Optimus G è uno smartphone progettato e realizzato da LG Electronics. È stato annunciato il 19 settembre 2012; Il 18 gennaio 2013, LG ha annunciato che il dispositivo ha raggiunto 1 milione di vendite in quattro mesi dopo la sua uscita in Corea, Giappone, Canada e Stati Uniti.
LG Optimus G è strettamente legato al Nexus 4 con caratteristiche simili e un design simile, ma più squadrato

## Disponibilità

### Nord America
Negli Stati Uniti, l'Optimus G è disponibile attraverso AT&T e Sprint. AT&T porta il modello E970 con fotocamera da 8 megapixel mentre Sprint offre il modello LS970, dotato di una fotocamera da 13 megapixel. Il modello AT&T è l'unico modello attualmente annunciato di Optimus G ad avere uno slot di espansione microSD-card. Questi modelli sono stati messi in commercio il 2 novembre (AT&T) e l'11 novembre (Sprint).
In Canada, l'LG Optimus G sarà disponibile dai tre principali operatori di telefonia mobile del paese: Rogers Wireless, Bell Mobility e Telus Mobility, che offrono rispettivamente i modelli E971 ed E973.

### Giappone
In Giappone, l'LG Optimus G è attualmente disponibile da NTT DoCoMo come LG L-01E. Questa variante di Optimus G è simile al modello E973 ma con ulteriori funzioni esclusive per il Giappone come il supporto a FeliCa wallet, batteria removibile, rivestimento idrofobo anti-acqua su tutti i componenti e il supporto per la banda 1 2100 MHz LTE. Il telefono è disponibile anche in un colore rosso.

### India
In India, il modello di LG Optimus G è l'E975.

### Europa
Nel febbraio 2013, l'E975 è stato messo in commercio in Svezia, Francia, Germania, Italia, Danimarca; altri paesi non specificati a marzo

### Cile
La versione che è stata messa in commercio, è la E977